# Variable proxy
En estadística, una variable proxy es una medida que aislada no tiene gran interés, pero que permite obtener otras de mayor utilidad. Para que esto sea posible, la variable proxy debe poseer una fuerte correlación, pero no necesariamente lineal o positiva, con el valor inferido. No tiene ningún valor si los datos no se ajustan a alguna relación (los datos se representan en una nube de certidumbre).

## Ejemplos
El producto interno bruto per cápita se usa con frecuencia como un proxy de medida del nivel de vida o de la calidad de vida.
También, el país originario o lugar de nacimiento puede llegar a usarse como un proxy de grupo étnico, cultura, raza, o incluso lengua.